# Tinus van Beurden
Tinus van Beurden, de son nom complet Martinus Cornelis Maria van Beurden, né le 30 avril 1893 à Tilburg et mort le 29 mai 1950 à Oisterwijk, est un footballeur international néerlandais. Il évoluait au poste d'attaquant.

## Biographie

### En club
Tinus van Beurden est joueur du Willem II Tilburg entre 1910 et 1926,.

### En équipe nationale
International néerlandais, Tinus van Beurden dispute son unique match en sélection le 5 avril 1920 contre le Danemark en amical (victoire 2-0 à Amsterdam),.
Il fait partie de l'équipe des Pays-Bas médaillée de bronze aux Jeux olympiques de 1920 mais il ne dispute aucun match durant le tournoi.

## Palmarès

### En sélection
Pays-Bas
- Jeux olympiques :
  -  Bronze : 1920.